# Jean-Marc Gaillard
Jean-Marc Gaillard (n. 7 octombrie 1980, Annemasse, Annemasse Agglo⁠(d), Franța) este un schior de fond ce a reprezentat Franța, medaliat olimpic. A participat la 4 ediții ale Jocurilor Olimpice (2006, 2010, 2014, 2018) în care a câștigat o medalie de bronz.
Gaillard a avut o carieră care s-a întins din 2002 până în 2022, cu 300 de starturi, șapte clasări pe podium și o victorie. Cu toate acestea, el nu a câștigat niciun titlu general sau de disciplină în cariera sa.
Pe lângă cariera sa de schior, există informații contradictorii cu privire la un alt Jean Marc Gaillard, care este fizician experimental. Acest fizician nu este înrudit cu schiorul de fond și nu trebuie confundat cu sportivul. Informațiile furnizate cu privire la schi provin de la Federația Internațională de Schi (FIS).
În ceea ce privește neregulile legate de dopaj, Gaillard a fost inclus pe lista neregulilor legate de dopaj la Jocurile Olimpice de iarnă din 2006 de la Torino, unde a avut un test pozitiv în afara competiției pentru un nivel excesiv de hematocrit, ceea ce a dus la declararea sa ca necompetitor (DNS).